# Gino Germani
Gino Germani (Roma, 4 de febrero de 1911-2 de octubre de 1979) fue un sociólogo, precursor y referente de la sociología argentina y latinoamericana.   

## Biografía
Los primeros años: Roma (1911-1934)
Gino Germani nació en la ciudad de Roma, Italia, en 1911. Se crio en el corazón de la Roma antigua, en el seno de la familia “más pobre de un barrio de clase media”. Su padre, Luigi, era sastre de profesión y viejo militante del partido socialista y su madre, Pasqualina Catalini, de origen campesino, “católica y muy trabajadora”.  Desde edad muy temprana se sintió interesado por la literatura y la política. Cuando el régimen fascista de Mussolini estaba plenamente instalado en el gobierno italiano, Germani era un joven estudiante de secundario que colaboraba con pequeños grupos antifascistas. En marzo de 1930, fue sorprendido públicamente junto con otras ocho personas distribuyendo folletos que convocaban a una manifestación en contra de la desocupación y los impuestos. Fue apresado por la Policía Política y condenado a 4 años de confinamiento en la Isla de Ponza. Por intermediación de familiares y amigos, logró que se le reduzca la pena, y tras sólo unos pocos meses de confino, recuperó la libertad, aunque en un modo extremadamente precario, bajo la figura del “amonestado político”. Como tal, se encontraba permanentemente vigilado por la policía y con serias dificultades para conseguir un empleo. Con todo, para 1932 logró terminar sus estudios secundarios y comienza la carrera de Economía y Comercio en la Universidad de Roma. Dentro de la familia Germani, por entonces muy agobiada por las dificultades económicas y con un hijo viviendo bajo el yugo de la constante amenaza de volver a ser encarcelado, comenzó a germinar la idea de “hacerse la América”, como lo habían hecho ya hacía tiempo parientes radicados al otro lado del Océano Atlántico. Con la muerte de Luigi Germani, padre de Gino, en 1931, “esta fantasía se vuelve una trágica necesidad”. Es así como su madre inició las gestiones para obtener un permiso para que se le permita a su hijo exiliarse en Buenos Aires, donde se encontraban instaladas sus hermanas hacía un tiempo. Este permiso, luego de un largo proceso burocrático, fue finalmente otorgado en 1934. En dicho año Germani se embarcó hacia “la América” no sólo con sus pocas pertenencias, sino, sobre todo, con la experiencia visceral del totalitarismo, que lo acompañará por el resto de su vida.
El primer exilio: Argentina (1934-1966)
Al poco tiempo de llegar a Buenos Aires comenzó a relacionarse con los círculos antifascistas de la época, contribuyendo en varias oportunidades en sus periódicos. Se destacan sus contribuciones en L’Italia del Popolo, Italia Libre y La Nuova Patria, publicaciones de carácter republicano y liberal afines al socialismo democrático. En 1937 ingresó al Ministerio de Agricultura a trabajar en una oficina que se ocupaba de elaborar estadísticas sobre el Mercado Consignatario de Yerba Mate, donde se desempeñó hasta 1949. Ese mismo año se inscribió en la carrera de Filosofía de la Facultad de Filosofía y Letras de la Universidad de Buenos Aires.
A partir de la década del cuarenta, Germani comenzó a colaborar con el Instituto de Sociología dirigido por Ricardo Levene. Asimismo, contribuyó con las editoriales Abril (fundada en 1941 por los italianos Cesare Civita, Paolo Terni y Alberto Levi, y a la que pronto se sumará Boris Spivacow) y Paidós (fundada en 1944 por Jaime Bernstein y Enrique Butelman). Estas participaciones inauguraron una faceta importante de su vida profesional como editor, traductor, autor, entre otras actividades relacionadas con el mundo editorial. Cabe destacar la empresa en la que se vieron envueltos Germani y Butelman, entre 1948 y 1951, cuando llevaron adelante una sección titulada “El psicoanálisis le ayudará” en la revista Idilio, dirigida al público femenino y publicada por la editorial Abril. Allí, bajo el seudónimo de “Richard Rest” ofrecían interpretaciones de los sueños de sus lectoras junto a fotomontajes especialmente preparados por la artista Grete Stern. Paralelamente, participa en las reuniones preparatorias del IV Censo Nacional que se llevará a cabo en 1947.
Durante los diez años que duró el gobierno peronista (1945-1955), Germani participó activamente en el Colegio Libre de Estudios Superiores,  convocando a figuras de la talla de Ernesto Sábato y Jorge Sábato o Jorge Luis Borges, entre otros. No obstante, durante ese tiempo, asistió y presentó trabajos en diferentes encuentros académicos en el país (Primera Reunión Nacional de Sociología, 1950, II Congreso Regional de Planificación Integral, 1950, Primer Congreso Latinoamericano de Sociología, 1951), y participó de actividades de investigación en la Universidad Nacional de Tucumán (1950- 1952), y en el propio Instituto de Sociología de Buenos Aires (1952- 1954). Además se presentó a tres concursos universitarios, dos en la UBA (1946 y 1949) y otro en Tucumán (1947), aunque no obtuvo ninguno de los cargos a los que se postuló.
Con el derrocamiento del gobierno democrático de Juan Domingo Perón, a manos de la autoproclamada “Revolución Libertadora”, la UBA sería intervenida. 
El nuevo rector interventor, José Luis Romero, viejo conocido de Germani, le confía la organización de la carrera de Sociología y la reorganización del Instituto de Sociología, tareas que terminan por institucionalizarse entre los años 1955-1957. [cita requerida]De allí en más, su nombre y su proyecto de la “sociología científica” tomarán la primera plana de la “sociología argentina”, ensalzados por sus seguidores al tiempo que cuestionados por sus detractores. 
Para los años 1962-1963 comienzan a resquebrajarse sus mayores alianzas internas, el movimiento estudiantil y la elite universitaria que conducía la UBA. Por entonces, Germani comienza a participar en el recién creado Centro de Sociología Comparada del Instituto Torcuato Di Tella, en el cual Germani toma un rol preponderante.
El segundo exilio: Harvard (1965-1975)
En 1965 se concreta su segundo exilio. Las razones de este viaje son varias, pero se pueden resumir en que el clima político-ideológico en Argentina, a nivel nacional y a nivel universitario, no era el adecuado para proseguir allí con sus tareas de enseñanza e investigación.[cita requerida] Previamente, durante el primer lustro de la década del sesenta, en un contexto de creciente agitación social y política, tanto su proyecto de una “sociología científica” como sus posiciones políticas habían sido (y seguirán siéndolo más tarde) objeto de numerosas críticas. Estas provenían, en su mayoría, del seno íntimo de la carrera de sociología que había sabido fundar, de parte de sus propios docentes y estudiantes, muchas y muchos de ellos discípulos suyos, entre cuyos nombres más rutilantes se encontraban los de Eliseo Verón, Miguel Murmis, Silvia Sigal, Juan Carlos Marín. Entre 1962 y 1965 su posición antifascista y antiautoritaria le valió críticas provenientes de los más diversos sectores. Por un lado, fue acusado de “imperialista” por los sectores más de izquierda, quienes a su vez criticaron su concepción “cientificista” de la sociología y le endilgaron el mote de “importador del estructural-funcionalismo”. Algo paradójicamente, por otro lado, fue acusado por sectores de la derecha católica de “agente del comunismo internacional” o de ser partícipe de una “conspiración judía y anticatólica”. Según recuerda Elizabeth Jelin, exalumna y colaboradora de Germani, a principios de los años sesenta “había muchos más ataques de la derecha que de la izquierda. Cabildo y Azul y Blanco [dos revistas de orientación ultranacionalista y ultracatólica que operaban a favor de las Fuerzas Armadas] nos acusaban de vendepatrias, de pertenecer a la sinarquía internacional, de sionistas, de comunistas”. En aquel marco, la hostilidad desde estos sectores hacia el propio Germani fue en aumento: la SIDE [Secretaría de Inteligencia del Estado] preparó un informe sobre Germani destacando su “peligrosidad ideológica” por ser consideradas sus ideas “atentatorias contra el ser nacional”, al tiempo que recibió en su propio domicilio amenazas en forma de panfletos. Las denuncias y rumores también alertaron a la Rockefeller Foundation, institución que, en el marco del financiamiento de proyectos dirigidos por Germani indagó, reiteradamente, acerca de su veracidad. Según Joseph Kahl, Germani solía comentar, en tono sarcástico: “Los domingos, hasta los sacerdotes pronunciaban sermones contra nosotros”.
El destino de este nuevo exilio sería Estados Unidos. Allí fijará residencia por unos diez años, impartiendo clases de sociología en la Universidad de Harvard. En 1966 es distinguido como el primer Monroe Gutman Professor of Latin American Affairs and Sociology. En este período su producción académica es muy fructífera, realiza varios viajes al exterior como profesor invitado y como conferencista, así como para participar en diversos congresos y eventos científicos.
La postergada vuelta a la tierra natal: Roma (1975-1979)
Finalmente, en 1975 se concreta la vuelta a su Italia natal para desempeñarse como profesor en la Università degli Studi di Napoli, aunque fijó su residencia en Roma. Las razones de este viaje se relacionan con que por aquel entonces Germani se encontraba con su salud ya un tanto deteriorada y con firmes intenciones de emigrar de los Estados Unidos, país al que nunca pudo acostumbrarse del todo. Hubiese sido otro su destino, se puede suponer, si el país que lo acogió en primera instancia hubiese presentado condiciones más favorables a sus intereses académicos y políticos. Por aquellos aciagos años setenta, Argentina se encontraba sumida en una escalada de violencia que encontró su límite más nefasto, un Golpe de Estado que derrocó al gobierno de María Estela Martínez de Perón, el 24 de marzo de 1976, perpetrado por una “junta militar” liderada por el teniente general Jorge Rafael Videla, el almirante Emilio Eduardo Massera y el brigadier general Orlando Ramón Agosti. Con la UBA intervenida y con la persecución política e ideológica de los disidentes como modus operandi por parte de la “junta”, el clima, definitivamente, no era el propicio para un confeso “ferviente antifascista” como Germani. Ya instalado en la ciudad de Roma, enseñará en la Universidad de Nápoles, a partir de 1975 y hasta sus últimos días, falleciendo en 1979 en la ciudad que lo vio nacer.
Nota familiar
Gino Germani conoce a Celia Carpi, quien sería su futura esposa, en la ciudad de Nápoles en 1954, en su primer viaje de visita a su Italia natal. Años más tarde tuvieron una hija, Ana Alejandra (1960-2015), y un hijo, Luis Sergio. Ambos se dedicaron, como su padre, a las ciencias sociales.

## La sociología de Germani
La sociología argentina y latinoamericana ha sido profundamente influenciada por la obra de Germani. [cita requerida]El sociólogo colaboró en diversos proyectos y publicaciones con figuras relevantes de las ciencias sociales de su tiempo tales como Fernando Henrique Cardoso, Florestán Fernandes, Pablo González Casanova, Aldo Solari, Jorge Graciarena, Rodolfo Stavenhagen, José Medina Echavarría, Juan Francisco Marsal, Edgardo Lander, Kenneth Organski, Irving Louis Horowitz, Alessandro Pizzorno y Renato Treves, entre otros.
A lo largo de su vida, Germani abordó problemáticas muy diversas como el problema de los autoritarismos modernos, la personalidad autoritaria y la opinión pública; los debates epistemológicos alrededor de la delimitación de una sociología científica y metodológicamente fundamentada; la cuestión del compromiso y la relación entre ciencia y política; los comportamientos políticos de las clases y de las generaciones; la estructura y movilidad social y sus transformaciones; las tensiones de la sociedad de masas y la planificación democrática, los procesos migratorios y sus impactos en la estructura y en la personalidad; la marginalidad social y las tensiones del proceso de democratización; el proceso de modernización y desarrollo en América Latina, sus etapas y contradicciones, para nombrar algunos. También abrevó de muy variadas disciplinas y tradiciones teóricas, incluyendo la sociología clásica, el psicoanálisis, la antropología social estadounidense, la sociología de Chicago, la perspectiva de Karl Mannheim, la Escuela de Frankfurt, la sociología latinoamericana, el funcionalismo parsoniano, los debates marxistas alrededor de la relación entre estructura y consciencia, entre otras.
El sociólogo argentino Torcuato Di Tella es considerado uno de sus principales sucesores dentro una variada lista de personalidades que conformaron la primera generación argentina graduada en sociología, entre cuyos nombres están los de Atilio Borón, Juan Carlos Marín, Inés Izaguirre, Beba Carmen Balvé, María Antonia Ruth Sautu, Leopoldo Allub. También, aunque en un tono más polémico, pesquisas como las de Darío Cantón, Juan Carlos Portantiero y Miguel Murmis sobre el peronismo siguieron la traza de la agenda germaniana de investigaciones. Asimismo, en sus últimos años en Italia, fue activo en la formación de nuevas generaciones. Distintos aspectos de su agenda de indagaciones fueron continuados, entre otros, por Pasquale Serra, Mauro Giardiello, Marco A. Quiroz Vitale y Elena Aga Rossi.
Luego de la muerte de Germani se editaron trabajos que buscaban poner en valor el legado del sociólogo. En 1992 se publicó un libro que retomaba distintos aportes del sociólogo a los estudios de la estructura social argentina. La publicación en 2004 de la biografía escrita por su hija, Ana Alejandra Germani, impulsó una agenda de indagaciones sobre la figura y la obra del sociólogo, entre las que se destacan las de Alejandro Blanco y Samuel Amaral. Asimismo, en 2010 CLACSO publica una antología comentada de algunos textos de Germani, coordinada por Carolina Mera y Julián Rebón.

### Estructura social de la Argentina (1955)
En este libro, Germani analiza datos de los censos argentinos.  Estudió el impacto de la inmigración europea y la migración interna en la estructura social de la Argentina. También se analiza la transformación rural a través de la industrialización y sus efectos sobre la estratificación social de esta nación, compuesta por una gran mayoría de los inmigrantes.

### La Sociología Científica. Apuntes para su fundamentación (1956)
Este libro, publicado en México en 1956, representa el punto de síntesis de toda una década destinada al estudio de problemas teórico-metodológicos en las ciencias sociales por parte del autor. A través de toda su extensión, el autor propone una búsqueda: la de un “esquema unitario para las ciencias sociales”. Primero, realiza un examen atento de las posiciones metodológicas que orientan la teoría, la investigación y la selección de objetos de estudio, vinculadas con las tradiciones “empirista sajona” y “filosófico-especulativa alemana”. Luego, identifica y se ocupa de dos “limitaciones” que se presentan a la sociología en tanto que “ciencia positiva lógico-empírica”, la “unificación teórica” y la “integración reconstructiva” o síntesis. Finalmente, completa su búsqueda con la propuesta de un “esquema unitario para las ciencias sociológicas”, que supone el estudio de los hechos socioculturales (es decir, el mundo de la actividad humana) a partir de la formulación de categorías analíticas provenientes tanto del campo sociológico como del psicosocial. Nada de esto puede ser conseguido, según el autor, si no se concibe a la sociología como una “ciencia de las épocas críticas”, que represente una respuesta del hombre frente a una circunstancia social que se le presenta como problemática y le reclama una intervención urgente. Siguiendo bien de cerca el pensamiento de Mannheim, propone que la sociología debe acceder a su “etapa reconstructiva” para convertirse en fundamento teórico de la “planificación”.

### Política y sociedad en una época de transición (1962)
Este libro recoge una serie de textos previos que abordan temáticas vinculadas con el análisis sociológico del proceso de modernización en América Latina y, en particular, en la Argentina. Comienza con un apartado teórico en el que se definen algunos de los conceptos centrales con los que Germani construyó su perspectiva. Luego de una introducción general sobre los procesos de transición de la sociedad tradicional a la industrial, el libro expone diversos aspectos de la experiencia de modernización latinoamericana y argentina, sus ritmos y paradojas. En esta exposición, Germani muestra un interés particular por los procesos asociados a la democratización y, su reverso, al autoritarismo moderno.

### El concepto de marginalidad. Significado, raíces históricas y cuestiones teóricas, con particular referencia a la marginalidad urbana (1973)
En este libro Germani ilustra con esquemas, definiciones y tipologías de qué manera se podría encarar el estudio de este fenómeno. Para ello, el libro atiende, por una parte, a un plano descriptivo, de caracterización del fenómeno y sus dimensiones y, por otro lado, al plano causal, que busca explicarlo. También realiza una exploración de las raíces históricas del concepto y de la problemática misma.

### Autoritarismo, fascismo y populismo nacional (1978)
En este libro, Gino Germani considera al totalitarismo como una forma de autoritarismo específicamente moderno. Se propone desarrollar una caracterización y explicación teórica de este fenómeno. A tal fin, el libro comienza con una exposición exhaustiva de los antecedentes teóricos alrededor del totalitarismo. Luego, la mayor parte del análisis se dedica al caso argentino y se considera el fascismo italiano (y, en menor medida, al español) como ejemplo contrastante para caracterizar las peculiaridades del populismo nacional. En su conceptualización, Germani vincula las importantes diferencias entre estas experiencias históricas al nivel de la estructura de estratificación, las clases y grupos sociales interpelados por ambos fenómenos y aspectos del proceso de modernización en cada contexto. Este libro se publicó primero en inglés (1978) parcialmente en italiano (1975) y se tradujo al castellano en 2003.

### Después de Germani. Exploraciones sobre estructura social de la Argentina (1992)
Este volumen, publicado con motivo de los treinta y cinco años de la aparición de Estructura social de la Argentina, es un homenaje a la obra de Germani. Los trabajos aquí reunidos constituyen un reconocimiento de la importancia que ha tenido ese creador de ideas en la conformación del pensamiento sociológico actual. Es también una demostración de la continuidad de su obra, aun cuando en algunas de las contribuciones sus tesis hayan sido revisadas y reformuladas. La primera parte del libro incluye trabajos cuyo objetivo es retomar el pensamiento de Germani en algunos de los aspectos teóricos conceptuales centrales de su obra. La segunda parte trata de un tema en el cual Germani fue pionero: el del incremento de la participación política de las clases populares en los procesos de cambio social en los países en desarrollo. La tercera parte y más extensa incorpora trabajos sobre la estructura económico social del sector agropecuario, estudios sobre las transformaciones de la estructura socioespacial y procesos migratorios en el área metropolitana de Buenos Aires, y artículos referidos a estratificación, movilidad ocupacional y rol de las clases medias. Completan el volumen una autopresentación de Germani según un curriculum vitae que redactó alrededor de 1958 y un detalle de sus trabajos inéditos, conservados en el Centro que llevas su nombre, en Roma.

### Gino Germani. La sociedad en cuestión (2010)
Es una antología comentada publicada entre el Instituto de Investigaciones Gino Germani (Facultad de Ciencias Sociales, UBA) y el Consejo Latinoamericano de Ciencias Sociales (CLACSO). El libro presenta un conjunto de textos emblemáticos de la obra de Germani seleccionados y comentados por especialistas de diferentes áreas temáticas. En su mayoría, los investigadores responsables de la selección de los textos han compartido espacios de formación, investigación y debate político e intelectual con el científico italiano, lo cual sumado a su profundo conocimiento del trabajo de Germani, hacen de esta compilación un medio ideal para renovar el interés sociológico en su obra. Ana Germani e Inés Izaguirre; Miguel Murmis; Ruth Sautu y equipo; Alfredo Lattes; Raúl Jorrat; y Juan Carlos Marín y Julián Rebón, dialogan con la obra y biografía intelectual de Germani presentándonos textos que se destacan por su valor documental y brindan testimonio de momentos clave en la construcción del campo disciplinar. Los trabajos están agrupados en secciones temáticas que permiten valorarlos en diversas dimensiones y tomarlos como disparadores para el abordaje de los grandes problemas sociales contemporáneos, recuperando la obra del sociólogo italiano de manera vital y productiva.
Esta publicación recibió la Declaración de Interés Cultural de la ciudad de Buenos Aires. Legislatura de la ciudad autónoma de Buenos Aires, Declaración N.º 363/2011.